# STXグループ
STXグループ（朝鮮語: STX그룹、英語：STX Group）とは、韓国慶尚南道（釜山近く）に本拠を置く産業グループで、主に、造船業を主としている。元々、サンヨン（双龍）重工業として創業したが、その後アジア通貨危機で双龍グループが解体され、双龍重工業を改名し、STXグループが発足した。2014年時点で世界有数の造船企業、STX造船海洋を持ち、ヨーロッパとアジアの諸国に造船所を持っている企業グループであるが、主力のSTX造船海洋が造船不況により深刻な資本不足に陥り、2014年4月には上場廃止となるなど、グループ企業の不振を受け、2013年5月より資金繰りが悪化し債権銀行団の管理下入りをしている。

## 歴史
- 1976年12月、サンヨン（双竜）重工業がスタート
- 2001年5月、STX（英語でSystem Technology eXcellenceの略）と名称変更
- 2004年4月、持株会社STX（朝鮮語: STX출범、英語：STX Corporation）を設立
- 2013年5月、資金繰りが悪化し債権銀行団の管理下入り[2]

## グループ会社
グループ会社は次の通り：
- STX建設
- STX造船海洋（1962年1月、大韓造船としてスタート　2014年4月上場廃止）
- STXエンジン
- STX重工業（1976年12月、サンヨン重工業としてスタート）
- STXエネルギー（1984年12月、サンダン・エネルギーとしてスタート）
- STXパン・オーシャン（1966年5月、スタート　2013年6月倒産）
- 株式会社STX
- STXヨーロッパ
- STXスル（エンパコ）

## 売上の推移
最近の総売上の推移は次の通り：。
- 2006年、8.0億米ドル
- 2007年、17.4億米ドル
- 2008年、24.0億米ドル（28.2兆ウォン）

## STX造船
造船に関しては、現在船舶の建造量で世界をリードする韓国の造船企業の五指に入り、特にヨーロッパ（ノルウェー）とアジア（中国・大連・長興島、ベトナム、インドネシア）などの外国に造船所持っているか、作っているのが特徴である。
日本とも関係は深く、日本海事協会と40万トン級の超大型鉱石運搬船（VLOC）の共同研究、開発について協定を行なっている。